# Little Milton Sings Big Blues
Little Milton Sings Big Blues — студійний альбом американського ритм-енд-блюзового співака Літтл Мілтона, випущений у грудні 1966 року лейблом Checker.

## Про альбом
Альбом записаний у червні 1966 року на студії Ter Mar Recording Studio в Чикаго, Іллінойс. Продюсером платівки став Біллі Девіс, а створенням альбому займався Джин Бардж.
Матеріал альбому складається з інтерпретацій пісень та композицій в жанрах ритм-енд-блюз та блюз. Зокрема тут блюзові стандарти «Reconsider Baby» Лоуелла Фулсона та «Stormy Monday» Ті-Боун Вокера, дві пісні Б. Б. Кінга «Woke Up This Morning» та «Sweet Sixteen», «Fever» Літтл Віллі Джона, «Feel So Bad» Чака Вілліса, «Please, Please, Please» Джеймса Брауна та ін.
Платівка вийшла у грудні 1966 року на чиказькому лейблі Checker (дочірньому Chess) і стала другим альбомом в дискографії співака. Пісні «Feel So Bad» і «Sweet Sixteen» були випущені як сингли в 1966 і 1967 роках відповідно. «Feel So Bad» потрапила в чарти журналу «Billboard», посівши 91-ше місце в Hot 100 і 7-ме — в Hot Rhythm & Blues Singles.

## Реакція критиків
Оглядач AllMusic Білл Даль поставив альбому Sings Big Blues оцінку 3 з 5, написавши, що «це один із найгарячіших загальних блюзових альбомів 1960-х років.».

## Список композицій
| Сторона А | Сторона А                                                | Сторона А                  | Сторона А  |
| #         | Назва                                                    | Автор                      | Тривалість |
| --------- | -------------------------------------------------------- | -------------------------- | ---------- |
| 1.        | «Feel So Bad» (автором помилково зазначений Сем Гопкінс) | Чак Вілліс                 | 4:04       |
| 2.        | «Reconsider, Baby»                                       | Лоуелл Фулсон              | 3:30       |
| 3.        | «Stormy Monday»                                          | Ті-Боун Вокер              | 4:23       |
| 4.        | «Woke Up This Morning»                                   | Жуль Тоб                   | 3:27       |
| 5.        | «Hard Luck Blues»                                        | Рой Браун                  | 3:00       |
| 6.        | «Please, Please, Please»                                 | Джеймс Браун, Джонні Террі | 3:45       |

| Сторона В | Сторона В          | Сторона В             | Сторона В  |
| #         | Назва              | Автор                 | Тривалість |
| --------- | ------------------ | --------------------- | ---------- |
| 1.        | «Sweet Sixteen»    | Райлі Кінг, Джо Джосі | 6:10       |
| 2.        | «Fever»            | Генрі Гловер          | 2:49       |
| 3.        | «Sneakin' Around»  | Джессі Мей Робінсон   | 2:20       |
| 4.        | «Don't Deceive Me» | Чак Вілліс            | 3:05       |
| 5.        | «Have Mercy, Baby» | Генк Баллард          | 2:53       |
| 6.        | «Part Time Love»   | Клей Геммонд          | 3:55       |

## Учасники запису
- Літтл Мілтон — вокал, гітара

Технічний персонал
- Біллі Девіс — продюсер
- Джин Бардж — виробництво альбому
- Рон Мало — інженер звукозапису
- Майкл Рід — обкладинка
- Гровер Льюїс — текст до платівки